# Экономика Сейшельских Островов
Республика Сейшельские Острова — наиболее развитая в экономическом отношении страна в Африки. Экономика Сейшельских Островов основана на туризме и рыболовстве, а также переработке кокосов и ванили, изготовлении верёвок из койры (кокосового волокна), строительстве лодок, полиграфии, производстве мебели и напитков. Государственный сектор, состоящий из правительства и государственных предприятий, доминирует в экономике с точки зрения занятости и валового дохода, в нём занято две трети рабочей силы. Государственное потребление поглощает более одной трети ВВП Сейшельских островов. Экономически Республика Сейшельские Острова является самым богатым государством Африки с 2-м по величине ИЧР (после Маврикий), самым высоким ВВП на душу населения (номинал) и самым высоким ВВП на душу населения (ППС) в Африке. По индексу человеческого развития находится на 72-м месте в мире (2021). Республика Сейшельские Острова единственная африканская страна, классифицированная Всемирным банком как страна с высоким уровнем доходов.

## История
Первоначально французы заселили Сейшельские острова в 1770 году, создав плантации, которые в значительной степени зависели от рабского труда для производства хлопка, сахара, риса и кукурузы. Британцы взяли под свой контроль Сейшельские острова во время наполеоновских войн, не вытеснив французский высший класс.
После того, как британцы запретили рабство в 1835 году, приток африканских рабочих не прекратился, потому что британские военные корабли захватили арабских работорговцев и заставили освобождённых рабов работать на плантациях в качестве учеников без оплаты.
В 1960-е годы около 33 % работающего населения работали на плантациях, а 20 % работали в государственном или государственном секторе.

### Появление туристической индустрии (1971 г.)
Плантации были основной отраслью Сейшельских островов до 1971 года, когда открылся международный аэропорт. После этого туризм превратился в серьёзную отрасль, в основном разделив экономику на плантации и туризм. Сектор туризма оплачивался лучше, а плантационное хозяйство пока могло только расширяться.
Плантационный сектор экономики потерял своё значение, а туризм и рыболовство стали основными отраслями промышленности Сейшельских островов. В 1960-е годы на плантациях работало около 33 % работающего населения, а к 2006 году их стало менее 3 %.
В то время как туризм и промышленное рыболовство в конце 1990-х годов были на подъёме, традиционная плантационная экономика атрофировалась. Кора корицы и копра — традиционные экспортные культуры — к 1991 г. сократились до незначительных объёмов. В 1996 г. экспорт копры не вёлся; в том году было экспортировано 318 тонн коры корицы, что отражает сокращение экспорта коры корицы на 35 %, по сравнению с 1995 годом.
Военная станция США слежения за Индийским океаном на Маэ работала с 1963 по 1996 год.

### XXI век
После дефолта по выплатам по международному долгу почти десять лет назад[когда?] страна начала реструктуризацию долга, целью которой было достижение отношения долга к ВВП ниже 50 % к 2021 году со 150 % на пике. Страна была на правильном пути до пандемии, когда ей пришлось увеличить заимствования, чтобы компенсировать потерю внутренних доходов. Его долг оценивался примерно в 85 % ВВП в 2020 году, что является резким увеличением по сравнению с 57 % в 2019 году, что указывает на вероятность долгового кризиса. Страна получила поддержку от партнёров по сотрудничеству, включая Международный валютный фонд (31,2 млн долларов), Всемирный банк (15 млн долларов) и Африканский банк развития (10 млн долларов). Возобновление и усиление внимания к управлению долгом является ключом к обеспечению непрерывного роста и недопущению повторения макроэкономических рисков, связанных с долгом.
В 2020 году экономика Сейшельских островов сократилась примерно на 12 %, после роста на 4,7 % в 2019 году. Это сокращение стало результатом пандемии COVID-19, которая нанесла значительный ущерб как доходам от туризма, так и рыболовству из-за сбоев в цепочках поставок. На падение экономики также повлияло сокращение потребления домохозяйств и инвестиционной эффективности из-за пандемии. Перебои с поставками, вызванные пандемией, подтолкнули инфляцию к 4,1 % в 2020 году с 1,8 % в 2019 году. В результате отношение налогов к ВВП снизилось до 27 %, что ниже среднего показателя в 32 % за предыдущие пять лет. Это привело к дефициту бюджета в размере 5,0 % ВВП по сравнению с профицитом в размере 4,5 % в 2019 году. Снижение доходов от экспорта и туризма способствовало увеличению дефицита счёта текущих операций до 32,3 % в 2020 году с 15,9 % в 2019 году.
Ожидалось также, что сокращение доходов от туризма приведёт к уменьшению валютных резервов до 563 млн долларов в декабре 2020 года с 580 долларов. миллионов в 2019 году.

## Современная экономика
Государственный сектор, состоящий из правительства и государственных предприятий, доминирует в экономике с точки зрения занятости и валового дохода, в нём занято 2/3 рабочей силы. Государственное потребление поглощает более одной трети ВВП Сейшельских островов.
Экономика Сейшел базируется на обслуживании туристов (30 % работающих, более 25 % вклад в ВВП и порядка 75 % валютных доходов) и на рыболовстве (консервированная и замороженная рыба — основной экспортный товар), также производство напитков (рома Takamaka)
Сельскохозяйственные продукты включают кокосы, корица и ваниль (на экспорт), сладкий картофель, кассава (тапиока), копра, бананы, чай. Разводится домашняя птица. Ловля тунца..
Вклад различных отраслей хозяйства в образование ВВП:
сфера услуг 33,5 %,
промышленность 16,4 %,
строительство 9 %,
торговля, ресторанный и гостиничный бизнес 9,2 %,
транспорт и связь 28,6 %,
сельское хозяйство и рыболовство 3,3 %.
Финансовый сектор Сейшельских островов достаточно хорошо развит и капитализирован. Качество активов, измеряемое отношением неработающих кредитов к валовым кредитам, со временем улучшилось и достигло 3,5 % в 2018 году.
Банковская система Сейшельских островов состоит из Центрального банка и нескольких коммерческих банков.
Ставка Центрального банка Сейшельских островов составляет 2 %, на январь 2021 года.
Страна входит в международную организацию стран АКТ.
Законодательство Сейшел разрешает регистрацию международных бизнес компаний (офшорных фирм) на Сейшелах; налоговая система Сейшел включает в себя два вида налогообложения: для налогоплательщиков, осуществляющих предпринимательскую деятельность внутри страны, и для офшорных компаний, действующих вне юрисдикции Сейшел.
Законодательная система республики Сейшелы основывается на английском общем праве и на французском гражданском праве: гражданский кодекс Сейшел основан на Наполеоновском кодексе, а уголовный — на английском праве. Основными корпоративными законодательными актами являются Закон о международных коммерческих компаниях, Закон о частных фондах, Закон о страховой деятельности, Закон об инвестиционных и хедж-фондах, Закон о международных трастах.
Экономика страны крайне уязвима для внешних потрясений. Она не только зависит от туризма (более 25 % ВВП приходится на туризм), но и импортирует более 90 % от общего объёма первичных и вторичных факторов производства. Любой спад в сфере туризма быстро выливается в падение ВВП, снижение валютных поступлений, и бюджетные трудности.
Недостаточная диверсификация экономики (зависимость от туризма и рыболовства) и уязвимость для внешних потрясений и изменения климата представляют собой основные риски.
Сейшельская рупия — денежная единица государства (международное обозначение — SCR). Одна сейшельская рупия равна 100 центам.
Официальный обменный курс (2021) — 13,58 рупии на 1 $.
Бедность и социальные показатели являются одними из лучших в Африке.
Сейшельские Острова имеют самый высокий валовой внутренний продукт (ВВП) на душу населения в Африке — 12,3 млрд долл. (2020 г.); при этом имеет долгосрочные риски устойчивости.
ВВП — реальный темп роста:
- 5 % (оценка 2015 г.)
- 4,5 % (оценка 2016 г.)
- 4,1 % (оценка 2017 г.)

ВВП (по паритету покупательной способности):
- 2,712 триллиона долларов (оценка на 2017 г.)
- 2,606 триллиона долларов (оценка на 2016 г.)
- 2,494 триллиона долларов (оценка 2015 г.)

примечание: данные указаны в долларах США 2017 г.
ВВП (официальный обменный курс): 1,479 триллиона долларов (оценка на 2017 г.)
ВВП на душу населения (ППС):
- 26 800 долларов (оценка 2015 г.)
- 27 700 долларов (оценка на 2016 г.)
- 28 900 долларов (оценка на 2017 г.)

примечание: данные указаны в долларах США 2017 г.
ВВП — состав по секторам происхождения:
- сельское хозяйство: 2,5 %
- промышленность: 13,8 %
- услуги: 83,7 % (оценка 2017 г.)

ВВП — состав, по конечному использованию:
потребление домохозяйств: 47,7 %
государственное потребление: 28,1 %
инвестиции в основной капитал: 33,2 %
инвестиции в запасы: 1,6 %
экспорт товаров и услуг: 71,5 %
импорт товаров и услуг: −82,1 % (оценка 2017 г.)
Валовые национальные сбережения:
- 15,2 % ВВП (оценка 2015 г.)
- 1,8 % ВВП (оценка 2016 г.)
- 16,6 % ВВП (оценка на 2017 г.)

Темп роста промышленного производства:
- 2,5 % (оценка 2017 г.)

сравнение страны с миром: 197
Рабочая сила
- 39 560 (оценка 2006 г.)

по роду занятий:
- сельское хозяйство: 3 %
- промышленность: 23 %
- услуги: 74 % (оценка 2006 г.)

Уровень безработицы:
- 2,7 % (оценка 2016 г.)
- 3 % (оценка 2017 г.)

Население за чертой бедности:
39,3 % (оценка 2013 г.)
Доход или потребление домохозяйства в процентах:
самые низкие 10 %: 4,7 %
самые высокие 10 %: 15,4 % (оценка 2007 г.)
Государственный бюджет:
- выручка: 571,8 млн $
- расходы: 557,2 млн долларов (оценка на 2017 г.)

Налоги и другие доходы:
38,7 % ВВП (оценка на 2017 г.)
Профицит бюджета (+) или дефицит (-):
1 % ВВП (оценка 2017 г.)
Государственный долг:
- 57,6 % ВВП (оценка на 2016 г.)
- 56,8 % ВВП (оценка 2017 г.)

Резервы иностранной валюты и золота:
- 538,8 миллиона долларов (оценка на 31 декабря 2017 г.)
- 523,5 миллиона долларов (оценка на 31 декабря 2016 г.)

Долг — внешний:
- 2,729 миллиарда долларов (оценка на 31 декабря 2017 г.)
- 2,651 миллиарда долларов (оценка на 31 декабря 2016 г.)

Курсы обмена (сейшельские рупии (SCR) за доллар США):
- 13,64 (оценка 2017 г.)
- 13,32 (оценка 2016 г.)
- 13,32 (оценка 2015 г.)
- 13.31 (оценка 2014 г.)
- 12,75 (оценка 2013 г.)[14]

Уровень инфляции (потребительские цены):
- −1 % (оценка 2016 г.)
- 2,8 % (оценка 2017 г.)

## Энергетика
Энергетика полностью зависит от поставок импортного горючего.
Доступ к электричеству:
- население без электричества: 2795 человек
- электрификация — общая численность населения: 97 %
- электрификация — городские районы: 97 %
- электрификация — сельские районы: 97 % (2012 г.)

Производство электроэнергии:
347 миллионов кВтч (оценка 2015 г.)
Потребление электроэнергии:
322,7 млн кВтч (оценка на 2015 г.)
Электроэнергия — установленная генерирующая мощность: 87 000 кВт (оценка 2015 г.)

Электричество — из ископаемого топлива: 92 % от общей установленной мощности (оценка 2015 г.)

Электроэнергия — из других возобновляемых источников: 9,2 % от общей установленной мощности (оценка 2015 г.)
Электроэнергия — экспорт: 0 кВтч (оценка 2016 г.)

Электроэнергия — импорт: 0 кВтч (оценка 2016 г.)

Сырая нефть, расход: 6500 баррелей в день (оценка 2015 г.), импорт: 5956 баррелей в день (оценка 2014 г.)

Природный газ: не добывается и не потребляется.
Выбросы углекислого газа от потребления энергии:
1,4 миллиона тонн (оценка 2013 г.)

## Транспорт
В 1972 году открыт Сейшельский международный аэропорт. 

В 1978 году основана национальная авиакомпания республики Air Seychelles.

## Торговля

### Внешняя торговля
Экспорт
Важнейшие статьи экспорта: консервированный тунец 91,5 %; креветки 4,2 %, рыба мороженая, нефтепродукты (реэкспорт).
партнёры:
ОАЭ 28,8 %, Франция 21 %, Великобритания 14,7 %, Италия 9,2 %, Испания 8,8 % (2016 г.)
Объёмы:
- 477,6 миллиона долларов (оценка 2016 г.)
- 495,4 миллиона долларов (оценка 2017 г.)

Импорт
Основные статьи импорта:
27 % животные и продукты питания (53 % от этого количества составляет мороженый тунец как сырьё для местных заводов),
26 % нефтепродукты,
21 % промтовары,
16 % машины и оборудование (транспортные средства и их детали),
7 % продукты хим. промышленности,
1 % напитки и табак.
партнёры:
ОАЭ 21,6 %, Франция 9,9 %, Южно-Африканская Республика 8,4 %, Маврикий 7,8 %, Испания 7,2 %, Индия 4,9 %, Китай 4,8 %, Великобритания 4,7 % (2016 г.)
Объёмы:
- 962,4 миллиона долларов (оценка 2016 г.)
- 1,044 трлн долларов (оценка на 2017 г.)

## Туризм
Сейчас острова живут за счёт туризма (30 % работающих, более 25 % вклад в ВВП, приносит порядка 75 % валютных доходов), ввиду того что тут практически ничего не выращивается и не производятся (даже фрукты и овощи — привозные), за исключением рома «Takamaka».
Сейшелы, по сравнению с Мальдивами — для более активных туристов, для тех, кто ценит пешеходный туризм, готов пользоваться общественным транспортом и интересуется жизнью местного населения. Также, Сейшелы — это христианское государство и тут нет проблем с приобретением алкоголя, отсутствует дресс-код.
По законодательству Сейшельских островов, любому человеку разрешено бесплатно и беспрепятственно отдыхать на любом пляже, в том числе на пляжах любых отелей.
Некоторых пляжи непригодны для купания из-за опасных течений.
Общее число туристов, которые побывали на Сейшельских островах:
- в 2019 году — 384 204 человека
- в 2020 году — 62 646 человек (в это время аэропорт был закрыт, из-за пандемии КОВИД-19, около 4 месяцев); в это время, когда пандемия быстро распространялась по всему миру, большинство посетителей, прибывающих на острова, прибыли из Германии, Франции, Израиля, за которыми следуют, среди прочих, Объединённые Арабские Эмираты (ОАЭ).
- в 2021 году — 177 504 человека; большинство посетителей, прибывших в 2021 году, были из Российской Федерации, за ней следуют ОАЭ, Израиль, Германия и Франция[16]; ПЦР-тесты и сертификаты вакцинации для въезда отменили в 2022 г.

Россия, по данным АТОР, занимает третье место по турпотоку на Сейшелы, уступая только Франции и Германии.

## Офшорный центр
Сейшельские острова известны как офшорный центр, где с 1995 года регистрируются компании международного бизнеса.
Законодательство Сейшел, в частности Закон о международных коммерческих компаниях республики Сейшелы (1994), разрешает регистрацию международных корпораций на Сейшелах, такие компании не обязаны платить налог на Сейшелах.
На 2014 год на Сейшельских островах зарегистрированы более 140 тысяч компаний международного бизнеса, а 2013 год стал для юрисдикции рекордным по числу вновь зарегистрированных компаний международного бизнеса, было учреждено 20 747 новых компаний.
Сейшельские острова были включены в список офшоров Минфина России под номером 42.
4 сентября 2014 года Сейшелы приняли на себя обязательство по введению с 2017 года автоматического обмена налоговой информацией с иностранными налоговыми органами, что должно помешать избегать налогообложения и отмывать преступные доходы через сейшельские компании. Это произошло в свете острого желания Сейшел покинуть список стран, провинившихся перед Глобальным форумом ОЭСР по открытости и обмену налоговой информацией (2013 год), Сейшельские острова в срочном порядке внесли в декабре 2013 года изменения в Акт «О компаниях международного бизнеса» 1994 года, но этого оказалось недостаточно, в связи с чем ожидается скорое усиление регулирования.